# Кохана теща
«Кохана теща» («Belle Maman») — французька кінокомедія 1999 року, знята режисером Габріелем Агіоном, з Катрін Денев і Венсаном Лендоном у головних ролях.

## Сюжет
Антуан дуже довго залишався неодруженим. Швидше за все, тому, що був надто прискіпливим: одна кандидатка за дружину здавалася йому надто юною, друга — недостатньо сексуальною, третій не вистачало світського лиску. Але нарешті пошуки завершені: наречена — елегантна, приваблива, в міру серйозна і ще чекає від нього дитини. Відступати нікуди, і Антуан наважується на шлюб. Ось він стоїть перед вівтарем, слухає священика, який задає традиційне запитання, на яке слід відповісти «так». І в цей урочистий момент розуміє, що повинен відповісти «ні», тому що секунду тому всім серцем, по самі вуха і до кінця днів своїх закохався в ту, що ось має стати його тещею.

## У ролях
- Катрін Денев: Леа
- Матильда Сеньє: Северин
- Венсан Лендон: Антуан
- Ліне Рено: Ніку
- Стефан Одран: Бріджит
- Даніель Лебрен: Жозетта
- Жан Янне: Поль, колишній чоловік Леа
- Артус де Пенгерн: Паскаль
- Ідріс Ельба: Грегуар
- Франсуаза Лепен: Наталі
- Марі Франс: Марі-Клод
- Лоран Лафіт: Франк
- Жан-Марі Вінлінг: Анрі
- Жозефіна Лебас-Жолі: дитина
- Люк Палун: голос A.A
- Шарон Буатьє: дитина
- Антуан Боннер: дитина
- Марк Шантеро: музикант
- П'єр-Ален Даган: музикант
- Рауль Дюфло-Верес: музикант
- Гі Луїзе: музикант
- Адрієн Мансур: дитина
- Антуан дю Мерль: дитина
- Антуан Парен: дитина
- Фанні Стрален: дитина
- Флор Стрален: дитина
- Мішель Пейрату: музикант
- Слім Пезен: музикант
- Марі-Франс Сантон: епізод
- Бланш Рейналь: епізод
- Жаклін Вікер: епізод
- Жан-Мішель Мартіаль: епізод
- Жан-Поль Бріссар: епізод
- Саша Бріке: епізод
- Поль Рігер: епізод
- Патрік Ланселот: епізод
- Пітер Адам: епізод
- Ліс Бухетен: епізод
- Омар Доусон: епізод
- Франсуа-Поль Дуссо: епізод
- Стефан Ельбаум: епізод
- Франк Гурлат: епізод
- Франсуа Гюен: епізод
- Ханаан Маргаріта: епізод
- Софі Марін-Дегор: епізод
- Марк Ріуфоль: епізод
- Клер Рошель: епізод
- Кетрін Рульманн: епізод
- Родольф Саломон: епізод
- Жан-Люк Сам Самбо: епізод
- Патрік Себерт: епізод
- Орельєн Віїк: епізод

## Знімальна група
- Режисер: Габріель Агіон
- Сценаристи: Габріель Агіон, Даніель Томпсон
- Оператор: Ромен Віндінг
- Композитор: Брюно Куле
- Продюсери: Ксав'є Кастано, Бруно Песері
- Художник: Ден Вейл